# 에네미고 인티모
《에네미고 인티모》(스페인어: Enemigo íntimo)은 미국의 텔레노벨라이다. 2018년 2월 21일 텔레문도에서 처음 방영되었습니다.